# Les Arcs-sur-Argens
Les Arcs-sur-Argens is een gemeente in het Franse departement Var (regio Provence-Alpes-Côte d'Azur) en telt 5334 inwoners (1999). De plaats maakt deel uit van het arrondissement Draguignan.

## Geografie
De oppervlakte van Les Arcs-sur-Argens bedraagt 54,5 km², de bevolkingsdichtheid is 97,9 inwoners per km².
De onderstaande kaart toont de ligging van Les Arcs-sur-Argens met de belangrijkste infrastructuur en aangrenzende gemeenten.

## Demografie
Onderstaande figuur toont het verloop van het inwonertal (bron: INSEE-tellingen).